# Eriopyga metanensis
Eriopyga metanensis är en fjärilsart som beskrevs av Köhler 1947. Eriopyga metanensis ingår i släktet Eriopyga och familjen nattflyn. Inga underarter finns listade i Catalogue of Life.